# 陸軍大将
陸軍大将（りくぐんたいしょう、英: General、仏: Général d'ArméeまたはGénéral de Corps d'Armée）は、陸軍将官の階級。通常陸軍中将の上に位置するが、上位の階級は国や時代により、異なる。
陸上自衛隊は旧軍と同一の階級呼称は用いていないが、旧軍の中将にあたる陸将が階級としては最上位で、陸軍大将にあたる階級はない。しかし、陸将たる者が統合幕僚長、統合作戦司令官または陸上幕僚長に就任している間は諸外国の大将と同じ地位にあるものとして4つ桜（星にあたる）の階級章を用いる。
英語呼称の“General”は、陸軍元帥から陸軍准将までの陸軍の将官（General officer）への敬称としても用いられる。このような場合の“General”の和訳語としては、将軍が用いられる。他の将官の階級と区別したい場合はFull Generalと表現する。
ドイツ軍の“General”は、日本では「大将」と訳されているが、ナチス・ドイツ時代までのドイツ陸軍や空軍では〝General”の上に“Generaloberst”(日:上級大将・英:Colonel General)があり、英米では“Generaloberst（独）”を“General（英）”と扱っている。

## 参考資料
- Brian L Davis;  Pierre Turner (1986). German uniforms of the Third Reich : 1933 - 1945 : in colour. Poole u.a.: Blandford Pr.. ISBN 978-0-7137-1927-7。